# 크라토보시

크라토보 시의 위치

크라토보시(마케도니아어: Општина Кратово)는 마케도니아 공화국 동부에 위치한 지방 자치체로 행정 중심지는 크라토보이며 면적은 375.44km2, 인구는 10,441명(2002년 기준)이다. 북쪽으로는 스타로나고리차네 시와 크리바팔란카 시, 동쪽으로는 코차니 시, 서쪽으로는 쿠마노보 시, 남쪽으로는 프로비슈티프 시와 접한다.